# Acanthovalva itremo
'Acanthovalva itremo' es una especie de polilla perteneciente a la familia Geometridae, descrita por primera vez por Martin Krüger en 2001. Tiene distribución muy puntual y localizada en Madagascar. El nombre se debe al pueblo de Itremo y al area de protección natural del macizo montañoso de Itremo donde fue descrito el holotipo de la especie. 